# ربییا بایخرا
ربییا بایخرا (به اسپانیایی: Revilla Vallejera) یک شهرستان در اسپانیا است.